# 8283 Edinburgh
8283 Edinburgh este un asteroid din centura principală de asteroizi.

## Descriere
8283 Edinburgh este un asteroid din centura principală de asteroizi. A fost descoperit pe 30 septembrie 1991 la Siding Spring de Robert H. McNaught. Asteroidul prezintă o orbită caracterizată de o semiaxă mare de 2,81 ua, o excentricitate de 0,09 și o înclinație de 10,3° în raport cu ecliptica.